# Sandford (Kumbria)
Sandford – osada w Anglii, w Kumbrii, w dystrykcie (unitary authority) Westmorland and Furness. Leży 52 km na południowy wschód od miasta Carlisle i 370 km na północny zachód od Londynu.